# 厄尔巴-奥德斯卡奇

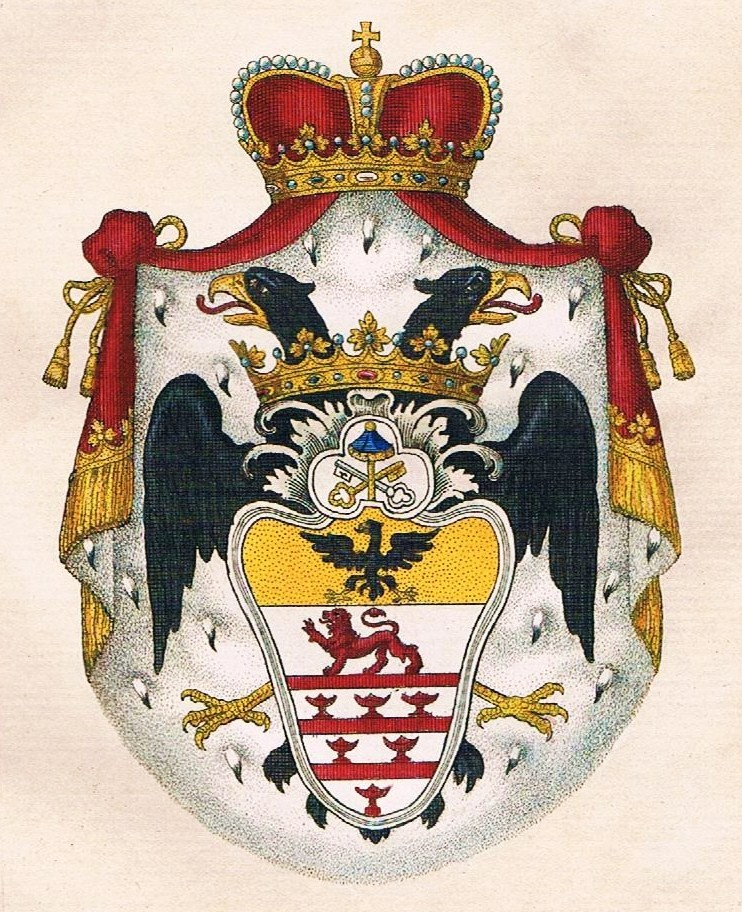
Odescalchi家族纹章。

厄尔巴-奥德斯卡奇 （意大利语：Erba-Odescalchi IPA：[ˈɛrba odeˈskalki]）或奥德斯卡奇，是一个意大利贵族。随着贝内德托·奥德斯卡奇在1676年当选为依诺增爵十一世，家族社会地位得到提升，从银行家到高级罗马贵族成员。

## 历史
奥德斯卡奇家族是来自科摩的小贵族企业家。 他们的家庭血统追溯到1290年左右出生的科摩的乔治·奥德斯卡奇（Giorgio Odescalchi）。
彼得罗·乔治·奥德斯卡奇（Pietro Giorgio Odescalchi）是亚历山德里亚主教（1598–1610），和维杰瓦诺主教（1610–1620）。 